# Piledriver
Piledriver är ett album av boogierock-bandet Status Quo utgivet i januari 1973. Albumet är det första av gruppens album som är släppt på skivbolaget Vertigo. Det var även första albumet som gruppen producerade helt på egen hand.
Status Quo har här etablerat sitt sound och det var med Piledriver och singeln "Paper Plane" som gruppen fick sitt genombrott. Skivan varierar mellan tyngre boogierocknummer som "Paper Plane" och "Don't Waste My Time" och lugnare, något progressiva nummer som till exempel "A Year".[källa behövs]

## Låtlista
Sida ett
1. "Don't Waste My Time" (Rossi/Young) - 4:18
  - Sång: Francis Rossi
2. "O Baby" (Parfitt/Rossi) - 4:33
  - Sång: Francis Rossi & Rick Parfitt
3. "A Year" (Frost/Lancaster) - 5:50
  - Sång: Francis Rossi
4. "Unspoken Words" (Rossi/Young) - 5:10
  - Sång: Rick Parfit

Sida två
1. "Big Fat Mama" (Parfitt/Rossi) - 5:53
  - Sång: Rick Parfitt
2. "Paper Plane" (Rossi/Young) - 2:57
  - Sång: Francis Rossi
3. "All the Reasons" (Lancaster/Parfitt) - 3:43
  - Sång: Rick Parfitt
4. "Roadhouse Blues" (Densmore/Krieger/Manzarek/Morrison) - 7:28
  - Sång: Alan Lancaster

## Medverkande
- Francis Rossi - gitarr, sång
- Rick Parfitt - gitarr, piano, sång
- Alan Lancaster - bas, akustisk gitarr, sång
- John Coghlan - trummor
- Bob Young - munspel
- Jimmy Horowitz - piano
- Damon Lyon-Shaw - ljudtekniker
- Richard Manwaring - assistent
- Steve Campbell - omslagsfoto